# Nelson (Nowy Jork)
Nelson – miasto w Stanach Zjednoczonych, w stanie Nowy Jork, w hrabstwie Madison.